# ماکسیم کارلوت کورمان
ماکسیم کارلوت کورمان (انگلیسی: Maxime Carlot Korman؛ زادهٔ ۲۶ آوریل ۱۹۴۱) سیاست‌مدار اهل وانواتو است. او دو مرتبه از ۱۶ دسامبر ۱۹۹۱ تا ۲۱ دسامبر ۱۹۹۵ و از ۲۳ فوریه ۱۹۹۶ تا ۳۰ سپتامبر ۱۹۹۶ نخست‌وزیر این کشور بود.
وی همچنین از ۱۶ اوت ۲۰۰۹ تا ۲ سپتامبر ۲۰۰۹ رئیس‌جمهور موقت وانواتو بود.